# 주란
주란(周蘭, ? ~ ?)은 서초의 장수이다. 유수 전투에서 아장(亞將)으로 참전했다가 관영에게 사로잡혔으며, 이후 관영이 서초의 수도권을 휩쓸 때에 아장으로 싸워서 또 사로잡혔다.